# Liza Lehmann
Liza Lehman (Londres, 11 de juliol de 1862 – Pinner, Middlesex, 19 de setembre de 1918), nascuda Elizabeth Nina Mary Frederika Lehmann, va ser una soprano clàssica i compositora anglesa, coneguda per les seves composicions vocals. Va destacar en el cant, ja que tenia una bona veu de soprano. També va comprondre diverses peces per a concert i va escriure un llibre teòric de cant, Practical Hints for Students of Singing. L’any 1910 va fer una gira per Estats Units, on va cantar i interpretar la seva obra vocal en recitals. A més, va ser professora de cant a la Guildhall School of Music l’any 1913 i la primera presidenta de la Society of Women Musicians.

## Biografia

### Família i infància
Lehmann va néixer en una família d’artistes. El seu pare era Rudolf Lehmann, pintor nascut a Hamburg de pares amb arrels angleses, alemanyes i italianes. La seva mare, Amelia Chambers, va ser una talentosa cantant, professora, arranjadora i compositora escocesa de cançons i peces clàssiques que arribà a veure publicada i estrenada la seva obra amb les inicials A. L. Els seus pares van viure a Roma a inicis de la dècada de 1860, però van tornar a Londres per al seu naixement l'11 de juliol de 1862. Va passar els cinc primers anys de la seva vida a Itàlia i la família va traslladar-se definitivament a Londres l’any 1866.

### Primers anys de formació
Al contrari de moltes de les seves coetànies nascudes en famílies més convencionals, Liza Lehman va ser animada pels seus pares a desenvolupar la seva carrera artística. I és que la família Lehmann estava immersa en els cercles musicals del moment. Havia rebut a casa seva, a Roma, personalitats com Franz Liszt o organitzava vetllades musicals a Londres, a l'estudi de Rudolf Lehmann, amb intèrprets com ara Anton Rubinstein o Raimond von zur Mühlen.
Va començar la seva formació rebent classes de piano i cant sota la tutela de la seva mare, qui estava determinada a aconseguir que la seva filla tingués la carrera musical professional que ella mai va poder assolir, per després seguir estudiant cant amb Alberto Randegger i composició amb Niels Raunkilde a Roma. Posteriorment va rebre classes de Wilheim Freundenberg a Wiesbaden i finalment va ser alumna de Hamish MacCunn i Jenny Lind a Londres.

### Carrera professional com a intèrpret
El dia 23 de novembre de 1885, Lizza Lehmann va debutar en el Monday Popular Concert al Saint James's Hall de Londres. Malgrat el seu ampli registre vocal, no tenia gaire resistència i potència vocal, motiu pel qual es dedicà des d’un inici als recitals. La bona rebuda de l’audiència i dels crítics, obtinguda gràcies al seu gran gust musical, li va facilitar poder freqüentar com a intèrpret aquest cicle de concerts, en els quals va conèixer Joseph Joachim i Clara Schumann, que la van promocionar. A més també va fer carrera al Crystal Palace, al Philarmonic, als concerts Novello’s Oratorio i al Festival de Norwich, entre d'altres.
Entre el seu repertori hi havia oratoris i un gran ventall de cançons per a solista dels segles xvii i xviii, encara que també va interpretar peces del romanticisme primerenc. També va passar tres setmanes a Frankfurt amb Clara Schumann treballant en lieder de Robert Schumann, marit de Clara Schumann. A més, els programes de Lehmann incloïen sovint les seves pròpies cançons, destacant Eight German Songs, publicades el 1888 juntament amb altres dels seus treballs.
El 1889 va publicar el segon volum de cançons, Album of Twelve German Songs, amb poesies de Prutz, Mirza Schaffy, Geibel von Fallersleben i Ruckbert.

### Fi de la carrera interpretativa i retir a la composició
Tot i el seu èxit com a intèrpret, el dia 14 de juliol de 1894 va oferir el seu últim concert al St. James's Hall i es va retirar com a cantant i concertista degut al seu casament amb Herbert Bedford, pintor i compositor anglès. A partir d’aleshores es va dedicar únicament a la docència i a la composició.
En les seves memòries i entrevistes va afirmar que es va alliberar de l'estrès i el patiment que li suposava la seva carrera com a cantant, sense haver pogut gaudir cap dels nou anys dedicats a la interpretació. Així doncs, va viure la retirada dels escenaris com una oportunitat per dedicar-se a la composició, quelcom que segons ella havia desitjat amb nostàlgia des de feia temps.

En una entrevista de 1910, va explicar que de jove no havia considerat la composició com a una possible ocupació, ja que el fet de ser compositora no era popular a Anglaterra. Així mateix, cap dels seus instructors pensava que una dona seria tractada com a professional en aquest àmbit. No obstant això, Liza tenia compositores referents en qui emmirallar-se.
Simplement vaig adorar el santuari de qualsevol dona que escrivís música. Maude Valerie White, Marie Wurm, Chaminade: em semblaven deesses!
Destaca en particular la influència que va exercir en Liza Lehmann la compositora Maude Valerie White, fins al punt que li va dedicar dues cançons en l'Album of Twenty German Songs. El seu marit també va ajudar-la en la seva activitat compositiva, sovint oferint crítiques de les seves obres.
Com a compositora va tenir l'oportunitat de realitzar diverses gires pels Estats Units. Normalment ella mateixa estrenava les seves obres vocals.

### Society of Women Musicians i últims anys de vida
Els anys 1911 i 1912 va ser nomenada primera presidenta de la Society of Women Musicians. El 1913 va ser professora de la Guildhall School of Music i va escriure Practical Hints for Students of Singing (Consells pràctics per a estudiants de cant), un llibre teòric per a cantants.
Durant l'última dècada de segle va tenir els seus dos fills i després de més de vint anys dedicats a la composició, va morir, amb cinquanta-sis anys, el 19 de setembre de 1918 a Pinner (Middlesex), pocs mesos després de la pèrdua del seu fill major al camp d'entrenament a la Primera Guerra Mundial. Actualment se'n conserven les seves memòries, escrites fins l’any 1918 i completades poc abans de morir.

## Obra, estil i crítica
La carrera compositiva de Lehmann és normalement entesa i diferenciada en dues etapes, l’anterior i la posterior al seu casament l’any 1894.
Durant una primera etapa va compondre diverses cançons independents, amb especial rellevància de Mirage (1984) i dues col·leccions de Cançons Alemanyes. Quatre obres instrumentals van ser publicades l’any 1892: Àlbum of Ten Pianoforte Sketches, Romança per a violí amb acompanyament de piano, Romança per a pianoforte i Trois Valses de Sentiment per a piano.
L’any després del seu casament fou un any molt prolífic i una publicació de peces notòria, amb obres com Secret of the Heart, un diàleg musical per a soprano i contralt basat en un poema d'Austin Dobson i produït per la German Reed Company o Nine English Songs. L’últim àlbum conté una sèrie de cançons en anglès per a complementar els seus primers àlbums amb referències alemanyes i amb poemes d'Ann Boleyn, Moore, Shelley i Shakespeare.
L’any 1896 es publicà Persian Garden, el cicle de cançons que va propulsar-la com a compositora. En ell apareixen lletres selectes de la traducció del Rubaiyat d'Omar Khayyam a càrrec d'Edward Fitzgerald. L’obra, per a quatre pianos solistes, va estrenar-se aquell mateix any a la residència de Mrs. E. L Geotz, gràcies a Madame Albani, Miss Hilda Wilson, Mr. Ben Davies i Mr. Bispham. A causa del seu text exòtic i l’estil líric característic de Liza Lehmann, ràpidament va guanyar popularitat. Un crític fins i tot descrigué el cicle com «una de les obres més impressionants mai escrites per una compositora». L’èxit de Persian Gardens va ajudar Lehmann a seguir escrivint la majoria de cicles de cançons i comèdies que es van publicar en les següents dècades (The Daisy Chain, In Memoriam, Prairie Picutures, etc.).
Destaca la versatilitat de Liza Lehmann a l'hora d'escriure en diferents gèneres clàssics: Once upon a time, una cantata per a infants, Sergeant Blue una comèdia musical estrenada el 14 de juny de 1904 al Strand Theater i l'òpera lleugera publicada l’any 1907 The Vicar of Wakefield, entre d'altres.
Malgrat que la majoria de les seves obres van rebre una bona acollida per part del públic, Everyman, una òpera escrita l’any 1916 i produïda per la Beecham Opera Company, no va causar furor entre l’audiència anglesa, probablement per la seva proximitat i referències a l’Enfant Prodigue de Debussy.

## Obres

### Òpera
- Sergeant Brue, comèdia musical (Londres, 14 juny 1904)
- The Vicar of Wakefield, òpera lleugera (Manchester, 12 novembre 1906)
- Everyman, òpera en un acte (Londres, 28 desembre 1915)

### Vocal amb orquestra
- Young Lochinvar, text de Walter Scott, baríton, cor i orquestra (1898)
- Endymion, text de Longfellow, soprano i orquestra (1899)
- Once Upon a Time, cantata (Londres, 22 febrer 1903)
- The Golden Threshold, text de S. Naidu, S, A, T, Baríton, cor i orquestra (1906)
- Leaves from Ossian, cantata (1909)

### Quartets vocals amb piano
- The Daisy-Chain (L. Alma-Tadema, R.L. Stevenson i altres) (1893)
- In a Persian Garden (E. FitzGerald, after O. Khayyām) (1896)
- More Daisies (1902)
- Nonsense Songs (from L. Carroll: Alice in Wonderland) (1908)
- Breton Folk-Songs (F.M. Gostling) (1909)
- Prairie Pictures (Lehmann) (1911)
- Parody Pie (1914)

### Cançons per a veu solista
- Mirage (H. Malesh) (1894)
- Nine English Songs (1895)
- Eight German Songs (1888)
- Twelve German Songs (1889)
- In memoriam (Tennyson) (1899)
- Cameos: Five Greek Love-Songs (1901)
- Five French Songs (G. Boutelleau, F. Plessis) (1901)
- To a Little Red Spider (L.A. Cunnington) (1903)
- The Life of a Rose (L. Lehmann) (1905)
- Bird Songs (A.S.) (1907)
- Mr. Coggs and Other Songs for Children (E.V. Lucas) (1908)
- Liza Lehmann Album (1909)
- Five Little Love Songs (C. Fabbri) (1910)
- Oh, tell me Nightingale (Mirza Shafi Vazeh) (1910)
- Songs of a ‘Flapper’ (Lehmann) (1911)
- Cowboy Ballads (J.A. Lomax) (1912)
- The Well of Sorrow (H. Vacaresco: The Bard of the Dimbovitza) (1912)
- Five Tenor Songs (1913)
- Hips and Haws (M. Radclyffe Hall) (1913)
- Songs of Good Luck (Superstitions) (H. Taylor) (1913)
- Magdalen at Michael’s Gate (H. Kingsley) (1913)
- By the Lake (Ethel Clifford) (1914)
- The Poet and the Nightingale (J.T. White) (1914)
- Evensong (C. Morgan) (1916)
- The Lily of a Day (Jonson) (1917)
- There are Fairies at the Bottom of Our Garden (R. Fyleman) (1917)
- When I am Dead, My Dearest (C. Rossetti) (1918)
- Three Songs for Low Voice (Meredith, Browning) (1922)

### Altres obres vocals
- Music, When Soft Voices Die (Percy Bysshe Shelley), veu i piano
- The Secrets of the Heart (H. Austin Dobson), soprano, alto i piano (1895)
- Good-Night, Babette! (Austin Dobson), soprano, baríton, violí, cello, i piano (1898)
- The Eternal Feminine (monòleg, L. Eldée) (1902)
- Songs of Love and Spring (E. Geibel), alto, baríton i piano (1903)
- The Happy Prince, melodrama (recitació, O. Wilde) (1908)
- Four Cautionary Tales and a Moral (Hilaire Belloc), dues veus i piano (1909)
- Four Shakespearean Part-Songs (1911)
- The Selfish Giant (recitació, Wilde), 1911
- The High Tide (recitació, J. Ingelow) (1912)
- Behind the Nightlight (J. Maude, N. Price) (1913)
- Three Snow Songs (Lehmann), voz, piano, orgue, cor femení (1914)

### Obres instrumentals
- Romantic Suite, violí i piano (1903)
- Cobweb Castle, piano solo (1908)